# Mimusops petiolaris
Mimusops petiolaris là một loài thực vật có hoa trong họ Hồng xiêm. Loài này được (A.DC.) Dubard mô tả khoa học đầu tiên năm 1915.

## Hình ảnh

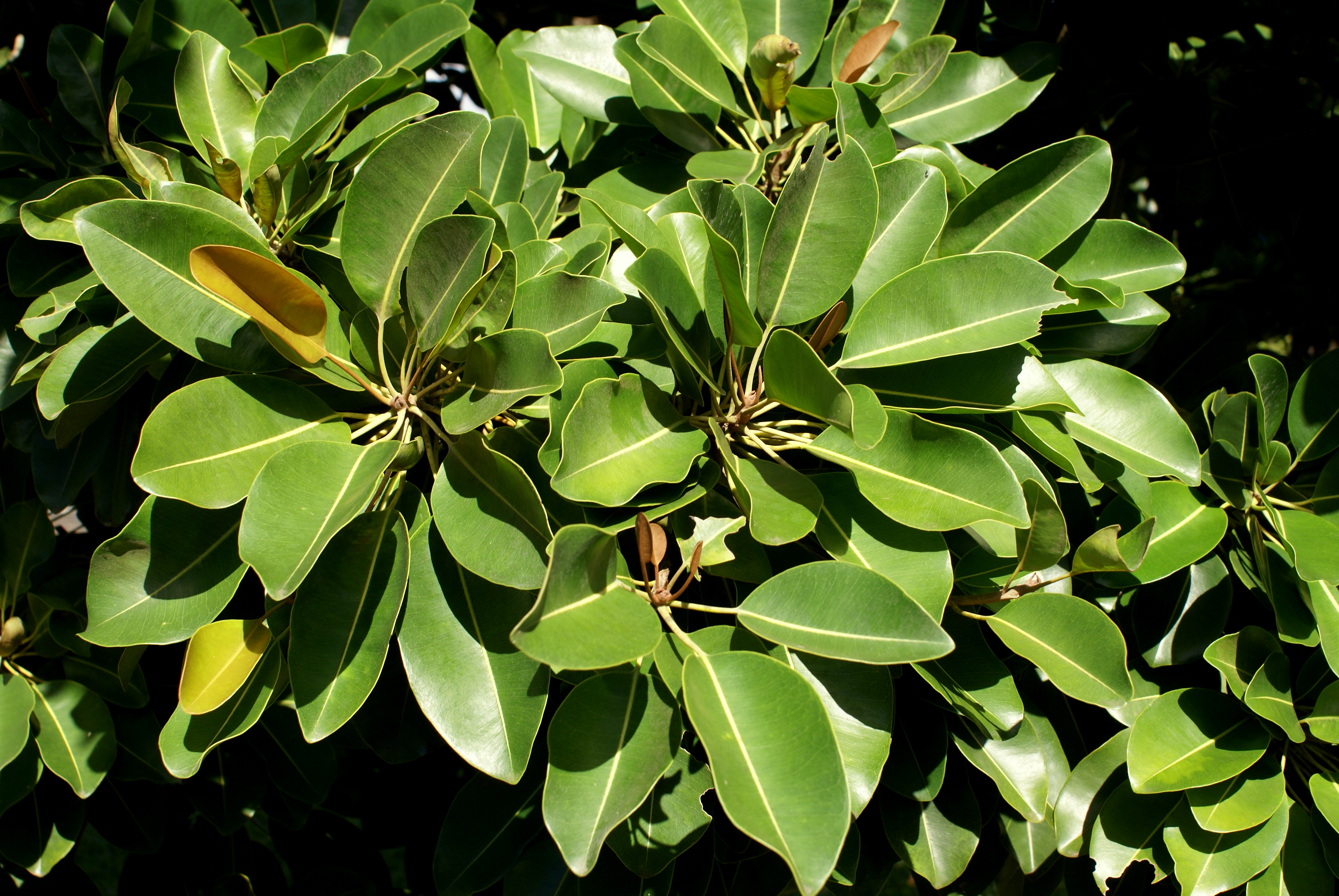